# Kościół św. Tadeusza Apostoła w Warszawie
Kościół św. Tadeusza Apostoła – rzymskokatolicki kościół parafialny znajdujący się przy ul. Goraszewskiej 16, w dzielnicy Mokotów w Warszawie.

## Opis
W 1939 mieszkańcy Sadyby utworzyli komitet budowy kościoła i rozpoczęli starania o utworzenie parafii oraz przydział działki przy ul. Morszyńskiej. Realizację tych planów uniemożliwiła jednak II wojna światowa.
W marcu 1950 przy kaplicy, urządzonej w przebudowanym według projektu Stanisława Marzyńskiego budynku mieszkalnym przy ul. Goraszewskiej 16, została utworzona parafia św. Tadeusza Apostoła. W 1980 parafia otrzymała zezwolenie na „rozbudowę“ kaplicy, co umożliwiło budowę zupełnie nowej świątyni. 
Prace przy budowie kościoła według projektu Bogusława Chylińskiego i Jerzego Witkowskiego rozpoczęły się w 1981. Kamień węgielny poświęcony przez Jana Pawła II wmurowano 27 września 1981, a w październiku 1982 odprawiono pierwszą mszę świętą w dolnym kościele. Zasadnicze prace przy budowie zakończono w 1985. Konsekracji świątyni dokonał prymas Józef Glemp 22 maja 1993.
Kościół został wzniesiony na niewielkiej działce na planie krzyża równoramiennego. Jest połączony z budynkiem katechetycznym i plebanią. We wnętrzu górnego kościoła znajdują się m.in. mozaika przedstawiająca panoramę Warszawy zaprojektowana przez Zbigniewa Łoskota, krucyfiks autorstwa Stanisława Słoniny oraz organy. W dolnym kościele znajduje się m.in. figura św. Józefa z Dzieciątkiem Jezus.